# Kyrios
Kyrios – osoba sprawująca opiekę nad kobietą w starożytnej Grecji. Najczęściej był nim ojciec albo mąż. Przejaw paternalizmu, charakterystycznego dla ówczesnej społeczności w greckich polis.